# Sarcofago Mattei I
Il fronte di sarcofago con scene di caccia al leone detto Mattei I è un sarcofago romano, alto 1,31 metri, conservato a palazzo Mattei di Giove a Roma e risalente al 220-230 d.C. circa. Nello stesso palazzo si conserva un altro fronte di sarcofago con scena analoga ma con varianti, detto Mattei II, risalente al 260 d.C. circa.

## Storia e descrizione

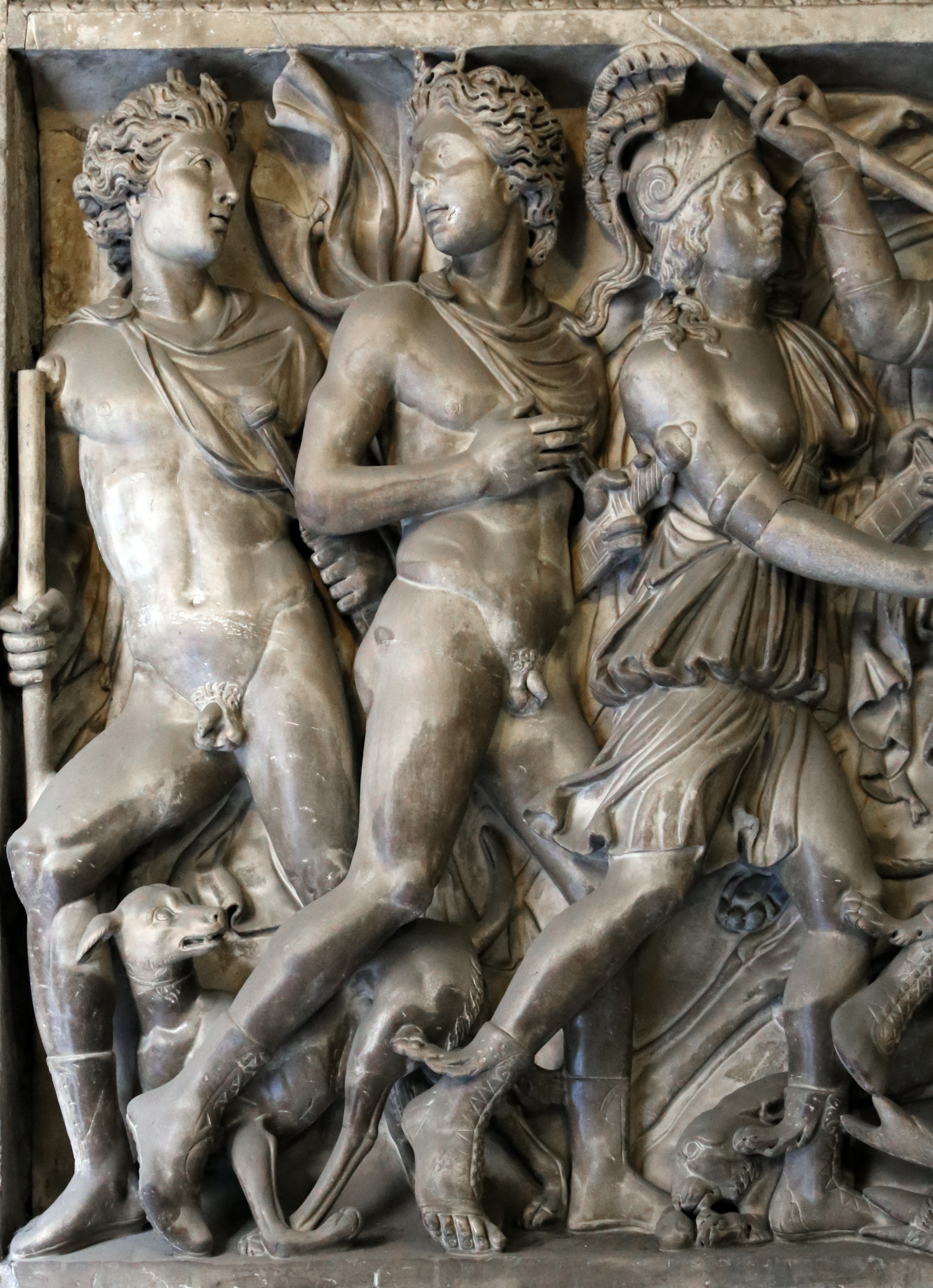
Dettaglio

A partire dall'età di Caracalla si nota nella produzione di sarcofagi scolpiti una sorta di reazione al pittoricismo di esempi precedenti (fine II-inizio III secolo, come il sarcofago di Portonaccio) con un ritorno a opere dalla plastica più ricca, come documentato anche nella ritrattistica tra il 215 e il 250. Contemporaneamente si diffuse l'uso di sarcofagi con scene di caccia al leone, tra i quali il Mattei I è uno dei più antichi della serie, grazie alla predilezione di Caracalla verso Alessandro Magno e le sue cacce. Le scene di caccia, dal lontano influsso orientale, già tornate in auge all'epoca di Adriano, nel mondo romano vennero caricate ulteriormente di significati legati ai valori militari, come dimostra la presenza di Virtus-Roma in abito amazzonico accanto al cavaliere-cacciatore. Esso è raffigurato con un ritratto fisiognomico (databile tra il 220 e il 230, per la somiglianza coi modi del ritratto di Caracalla), nell'atto di scagliare una lancia verso il leone a destra, mentre un altro leone morto è più in basso. Il leone si sta lanciando minaccioso su un cacciatore caduto con il gladio e lo scudo. Dietro la personificazione di Roma-Virtus si trovano poi due divinità nude, forse i Dioscuri. Davanti al cavaliere si trovano infine un cavaliere con tunica e un'altra figura nuda a piedi.
La composizione è molto serrata, con figure che si accavallano secondo uno schema sconosciuto al classicismo del II secolo d.C. L'uso del trapano e l'abbondante chiaroscuro dell'altorilievo sono caratteristiche dell'espressionismo a cavallo tra II e III secolo, mentre la solida plasticità e coerenza delle figure è indice del perdurante classicismo. 
Questo schema compositivo venne riproposto con poche variazioni nei sarcofagi di caccia successivi.